# Liens de parenté entre Louis-Philippe Ier et Marie-Amélie de Bourbon-Siciles
Les liens de parenté entre Louis-Philippe Ier et Marie-Amélie de Bourbon-Siciles, couple royal régnant lors de la monarchie de Juillet (1830-1848) en France, sont multiples.

## Descendance par les Bourbons et Habsbourg
Louis-Philippe Ier et Marie-Amélie sont tous les deux des descendants de Louis XIII, roi de France et d'Anne de Habsbourg, infante d'Espagne, archiduchesse d'Autriche.
|                                                                       |                                                                       |                                                                       |                                                                       |                                                                       |                                                                       |                                                  |                                                  |                                                  |                                                  |                                                  |                                                  | Louis XIII de France Roi de France 1601-1643     | Louis XIII de France Roi de France 1601-1643     | Louis XIII de France Roi de France 1601-1643     | Louis XIII de France Roi de France 1601-1643     | Louis XIII de France Roi de France 1601-1643     | Louis XIII de France Roi de France 1601-1643     |                                                                   |                                                                   |                                                                   |                                                                   |                                                                   |                                                                   |  |  |                                                               |                                                               |                                                               |                                                               |                                                               |                                                               | Anne d'Autriche Infante d'Espagne 1601-1666                   | Anne d'Autriche Infante d'Espagne 1601-1666                   | Anne d'Autriche Infante d'Espagne 1601-1666                   | Anne d'Autriche Infante d'Espagne 1601-1666                   | Anne d'Autriche Infante d'Espagne 1601-1666                   | Anne d'Autriche Infante d'Espagne 1601-1666                   |                                                                      |                                                                      |                                                                      |                                                                      |                                                                      |                                                                      |                                                              |                                                              |                                                              |                                                              |                                                              |                                                              |  |  |  |  |  |  |  |  |  |  |  |  |  |  |
|                                                                       |                                                                       |                                                                       |                                                                       |                                                                       |                                                                       |                                                  |                                                  |                                                  |                                                  |                                                  |                                                  | Louis XIII de France Roi de France 1601-1643     | Louis XIII de France Roi de France 1601-1643     | Louis XIII de France Roi de France 1601-1643     | Louis XIII de France Roi de France 1601-1643     | Louis XIII de France Roi de France 1601-1643     | Louis XIII de France Roi de France 1601-1643     |                                                                   |                                                                   |                                                                   |                                                                   |                                                                   |                                                                   |  |  |                                                               |                                                               |                                                               |                                                               |                                                               |                                                               | Anne d'Autriche Infante d'Espagne 1601-1666                   | Anne d'Autriche Infante d'Espagne 1601-1666                   | Anne d'Autriche Infante d'Espagne 1601-1666                   | Anne d'Autriche Infante d'Espagne 1601-1666                   | Anne d'Autriche Infante d'Espagne 1601-1666                   | Anne d'Autriche Infante d'Espagne 1601-1666                   |                                                                      |                                                                      |                                                                      |                                                                      |                                                                      |                                                                      |                                                              |                                                              |                                                              |                                                              |                                                              |                                                              |  |  |  |  |  |  |  |  |  |  |  |  |  |  |
|                                                                       |                                                                       |                                                                       |                                                                       |                                                                       |                                                                       |                                                  |                                                  |                                                  |                                                  |                                                  |                                                  |                                                  |                                                  |                                                  |                                                  |                                                  |                                                  |                                                                   |                                                                   |                                                                   |                                                                   |                                                                   |                                                                   |  |  |                                                               |                                                               |                                                               |                                                               |                                                               |                                                               |                                                               |                                                               |                                                               |                                                               |                                                               |                                                               |                                                                      |                                                                      |                                                                      |                                                                      |                                                                      |                                                                      |                                                              |                                                              |                                                              |                                                              |                                                              |                                                              |  |  |  |  |  |  |  |  |  |  |  |  |  |  |
|                                                                       |                                                                       |                                                                       |                                                                       |                                                                       |                                                                       |                                                  |                                                  |                                                  |                                                  |                                                  |                                                  |                                                  |                                                  |                                                  |                                                  |                                                  |                                                  |                                                                   |                                                                   |                                                                   |                                                                   |                                                                   |                                                                   |  |  |                                                               |                                                               |                                                               |                                                               |                                                               |                                                               |                                                               |                                                               |                                                               |                                                               |                                                               |                                                               |                                                                      |                                                                      |                                                                      |                                                                      |                                                                      |                                                                      |                                                              |                                                              |                                                              |                                                              |                                                              |                                                              |  |  |  |  |  |  |  |  |  |  |  |  |  |  |
| Élisabeth-Charlotte de Bavière Princesse Palatine 1652-1722           | Élisabeth-Charlotte de Bavière Princesse Palatine 1652-1722           | Élisabeth-Charlotte de Bavière Princesse Palatine 1652-1722           | Élisabeth-Charlotte de Bavière Princesse Palatine 1652-1722           | Élisabeth-Charlotte de Bavière Princesse Palatine 1652-1722           | Élisabeth-Charlotte de Bavière Princesse Palatine 1652-1722           |                                                  |                                                  |                                                  |                                                  |                                                  |                                                  | Philippe de France Duc d'Orléans 1640-1701       | Philippe de France Duc d'Orléans 1640-1701       | Philippe de France Duc d'Orléans 1640-1701       | Philippe de France Duc d'Orléans 1640-1701       | Philippe de France Duc d'Orléans 1640-1701       | Philippe de France Duc d'Orléans 1640-1701       |                                                                   |                                                                   |                                                                   |                                                                   |                                                                   |                                                                   |  |  |                                                               |                                                               |                                                               |                                                               |                                                               |                                                               | Louis XIV de France Roi de France 1638-1715                   | Louis XIV de France Roi de France 1638-1715                   | Louis XIV de France Roi de France 1638-1715                   | Louis XIV de France Roi de France 1638-1715                   | Louis XIV de France Roi de France 1638-1715                   | Louis XIV de France Roi de France 1638-1715                   |                                                                      |                                                                      |                                                                      |                                                                      |                                                                      |                                                                      | Marie-Thérèse d'Autriche Infante d'Espagne 1638-1683         | Marie-Thérèse d'Autriche Infante d'Espagne 1638-1683         | Marie-Thérèse d'Autriche Infante d'Espagne 1638-1683         | Marie-Thérèse d'Autriche Infante d'Espagne 1638-1683         | Marie-Thérèse d'Autriche Infante d'Espagne 1638-1683         | Marie-Thérèse d'Autriche Infante d'Espagne 1638-1683         |  |  |  |  |  |  |  |  |  |  |  |  |  |  |
| Élisabeth-Charlotte de Bavière Princesse Palatine 1652-1722           | Élisabeth-Charlotte de Bavière Princesse Palatine 1652-1722           | Élisabeth-Charlotte de Bavière Princesse Palatine 1652-1722           | Élisabeth-Charlotte de Bavière Princesse Palatine 1652-1722           | Élisabeth-Charlotte de Bavière Princesse Palatine 1652-1722           | Élisabeth-Charlotte de Bavière Princesse Palatine 1652-1722           |                                                  |                                                  |                                                  |                                                  |                                                  |                                                  | Philippe de France Duc d'Orléans 1640-1701       | Philippe de France Duc d'Orléans 1640-1701       | Philippe de France Duc d'Orléans 1640-1701       | Philippe de France Duc d'Orléans 1640-1701       | Philippe de France Duc d'Orléans 1640-1701       | Philippe de France Duc d'Orléans 1640-1701       |                                                                   |                                                                   |                                                                   |                                                                   |                                                                   |                                                                   |  |  |                                                               |                                                               |                                                               |                                                               |                                                               |                                                               | Louis XIV de France Roi de France 1638-1715                   | Louis XIV de France Roi de France 1638-1715                   | Louis XIV de France Roi de France 1638-1715                   | Louis XIV de France Roi de France 1638-1715                   | Louis XIV de France Roi de France 1638-1715                   | Louis XIV de France Roi de France 1638-1715                   |                                                                      |                                                                      |                                                                      |                                                                      |                                                                      |                                                                      | Marie-Thérèse d'Autriche Infante d'Espagne 1638-1683         | Marie-Thérèse d'Autriche Infante d'Espagne 1638-1683         | Marie-Thérèse d'Autriche Infante d'Espagne 1638-1683         | Marie-Thérèse d'Autriche Infante d'Espagne 1638-1683         | Marie-Thérèse d'Autriche Infante d'Espagne 1638-1683         | Marie-Thérèse d'Autriche Infante d'Espagne 1638-1683         |  |  |  |  |  |  |  |  |  |  |  |  |  |  |
|                                                                       |                                                                       |                                                                       |                                                                       |                                                                       |                                                                       |                                                  |                                                  |                                                  |                                                  |                                                  |                                                  |                                                  |                                                  |                                                  |                                                  |                                                  |                                                  |                                                                   |                                                                   |                                                                   |                                                                   |                                                                   |                                                                   |  |  |                                                               |                                                               |                                                               |                                                               |                                                               |                                                               |                                                               |                                                               |                                                               |                                                               |                                                               |                                                               |                                                                      |                                                                      |                                                                      |                                                                      |                                                                      |                                                                      |                                                              |                                                              |                                                              |                                                              |                                                              |                                                              |  |  |  |  |  |  |  |  |  |  |  |  |  |  |
|                                                                       |                                                                       |                                                                       |                                                                       |                                                                       |                                                                       | Philippe d'Orléans Duc d'Orléans 1674-1723       | Philippe d'Orléans Duc d'Orléans 1674-1723       | Philippe d'Orléans Duc d'Orléans 1674-1723       | Philippe d'Orléans Duc d'Orléans 1674-1723       | Philippe d'Orléans Duc d'Orléans 1674-1723       | Philippe d'Orléans Duc d'Orléans 1674-1723       |                                                  |                                                  |                                                  |                                                  |                                                  |                                                  | Françoise-Marie de Bourbon Mademoiselle de Blois 1677-1749        | Françoise-Marie de Bourbon Mademoiselle de Blois 1677-1749        | Françoise-Marie de Bourbon Mademoiselle de Blois 1677-1749        | Françoise-Marie de Bourbon Mademoiselle de Blois 1677-1749        | Françoise-Marie de Bourbon Mademoiselle de Blois 1677-1749        | Françoise-Marie de Bourbon Mademoiselle de Blois 1677-1749        |  |  | Marie-Anne Victoire de Bavière Princesse de Bavière 1660-1690 | Marie-Anne Victoire de Bavière Princesse de Bavière 1660-1690 | Marie-Anne Victoire de Bavière Princesse de Bavière 1660-1690 | Marie-Anne Victoire de Bavière Princesse de Bavière 1660-1690 | Marie-Anne Victoire de Bavière Princesse de Bavière 1660-1690 | Marie-Anne Victoire de Bavière Princesse de Bavière 1660-1690 |                                                               |                                                               |                                                               |                                                               |                                                               |                                                               | Louis de France Dauphin de France 1661-1711                          | Louis de France Dauphin de France 1661-1711                          | Louis de France Dauphin de France 1661-1711                          | Louis de France Dauphin de France 1661-1711                          | Louis de France Dauphin de France 1661-1711                          | Louis de France Dauphin de France 1661-1711                          |                                                              |                                                              |                                                              |                                                              |                                                              |                                                              |  |  |  |  |  |  |  |  |  |  |  |  |  |  |
|                                                                       |                                                                       |                                                                       |                                                                       |                                                                       |                                                                       | Philippe d'Orléans Duc d'Orléans 1674-1723       | Philippe d'Orléans Duc d'Orléans 1674-1723       | Philippe d'Orléans Duc d'Orléans 1674-1723       | Philippe d'Orléans Duc d'Orléans 1674-1723       | Philippe d'Orléans Duc d'Orléans 1674-1723       | Philippe d'Orléans Duc d'Orléans 1674-1723       |                                                  |                                                  |                                                  |                                                  |                                                  |                                                  | Françoise-Marie de Bourbon Mademoiselle de Blois 1677-1749        | Françoise-Marie de Bourbon Mademoiselle de Blois 1677-1749        | Françoise-Marie de Bourbon Mademoiselle de Blois 1677-1749        | Françoise-Marie de Bourbon Mademoiselle de Blois 1677-1749        | Françoise-Marie de Bourbon Mademoiselle de Blois 1677-1749        | Françoise-Marie de Bourbon Mademoiselle de Blois 1677-1749        |  |  | Marie-Anne Victoire de Bavière Princesse de Bavière 1660-1690 | Marie-Anne Victoire de Bavière Princesse de Bavière 1660-1690 | Marie-Anne Victoire de Bavière Princesse de Bavière 1660-1690 | Marie-Anne Victoire de Bavière Princesse de Bavière 1660-1690 | Marie-Anne Victoire de Bavière Princesse de Bavière 1660-1690 | Marie-Anne Victoire de Bavière Princesse de Bavière 1660-1690 |                                                               |                                                               |                                                               |                                                               |                                                               |                                                               | Louis de France Dauphin de France 1661-1711                          | Louis de France Dauphin de France 1661-1711                          | Louis de France Dauphin de France 1661-1711                          | Louis de France Dauphin de France 1661-1711                          | Louis de France Dauphin de France 1661-1711                          | Louis de France Dauphin de France 1661-1711                          |                                                              |                                                              |                                                              |                                                              |                                                              |                                                              |  |  |  |  |  |  |  |  |  |  |  |  |  |  |
|                                                                       |                                                                       |                                                                       |                                                                       |                                                                       |                                                                       |                                                  |                                                  |                                                  |                                                  |                                                  |                                                  |                                                  |                                                  |                                                  |                                                  |                                                  |                                                  |                                                                   |                                                                   |                                                                   |                                                                   |                                                                   |                                                                   |  |  |                                                               |                                                               |                                                               |                                                               |                                                               |                                                               |                                                               |                                                               |                                                               |                                                               |                                                               |                                                               |                                                                      |                                                                      |                                                                      |                                                                      |                                                                      |                                                                      |                                                              |                                                              |                                                              |                                                              |                                                              |                                                              |  |  |  |  |  |  |  |  |  |  |  |  |  |  |
| Augusta Marie Jeanne de Bade Princesse de Bade 1704-1726              | Augusta Marie Jeanne de Bade Princesse de Bade 1704-1726              | Augusta Marie Jeanne de Bade Princesse de Bade 1704-1726              | Augusta Marie Jeanne de Bade Princesse de Bade 1704-1726              | Augusta Marie Jeanne de Bade Princesse de Bade 1704-1726              | Augusta Marie Jeanne de Bade Princesse de Bade 1704-1726              |                                                  |                                                  |                                                  |                                                  |                                                  |                                                  | Louis d'Orléans Duc d'Orléans 1703-1752          | Louis d'Orléans Duc d'Orléans 1703-1752          | Louis d'Orléans Duc d'Orléans 1703-1752          | Louis d'Orléans Duc d'Orléans 1703-1752          | Louis d'Orléans Duc d'Orléans 1703-1752          | Louis d'Orléans Duc d'Orléans 1703-1752          |                                                                   |                                                                   |                                                                   |                                                                   |                                                                   |                                                                   |  |  |                                                               |                                                               |                                                               |                                                               |                                                               |                                                               | Philippe V d'Espagne Roi d'Espagne 1683-1746                  | Philippe V d'Espagne Roi d'Espagne 1683-1746                  | Philippe V d'Espagne Roi d'Espagne 1683-1746                  | Philippe V d'Espagne Roi d'Espagne 1683-1746                  | Philippe V d'Espagne Roi d'Espagne 1683-1746                  | Philippe V d'Espagne Roi d'Espagne 1683-1746                  |                                                                      |                                                                      |                                                                      |                                                                      |                                                                      |                                                                      | Élisabeth Farnèse Princesse de Parme 1692-1766               | Élisabeth Farnèse Princesse de Parme 1692-1766               | Élisabeth Farnèse Princesse de Parme 1692-1766               | Élisabeth Farnèse Princesse de Parme 1692-1766               | Élisabeth Farnèse Princesse de Parme 1692-1766               | Élisabeth Farnèse Princesse de Parme 1692-1766               |  |  |  |  |  |  |  |  |  |  |  |  |  |  |
| Augusta Marie Jeanne de Bade Princesse de Bade 1704-1726              | Augusta Marie Jeanne de Bade Princesse de Bade 1704-1726              | Augusta Marie Jeanne de Bade Princesse de Bade 1704-1726              | Augusta Marie Jeanne de Bade Princesse de Bade 1704-1726              | Augusta Marie Jeanne de Bade Princesse de Bade 1704-1726              | Augusta Marie Jeanne de Bade Princesse de Bade 1704-1726              |                                                  |                                                  |                                                  |                                                  |                                                  |                                                  | Louis d'Orléans Duc d'Orléans 1703-1752          | Louis d'Orléans Duc d'Orléans 1703-1752          | Louis d'Orléans Duc d'Orléans 1703-1752          | Louis d'Orléans Duc d'Orléans 1703-1752          | Louis d'Orléans Duc d'Orléans 1703-1752          | Louis d'Orléans Duc d'Orléans 1703-1752          |                                                                   |                                                                   |                                                                   |                                                                   |                                                                   |                                                                   |  |  |                                                               |                                                               |                                                               |                                                               |                                                               |                                                               | Philippe V d'Espagne Roi d'Espagne 1683-1746                  | Philippe V d'Espagne Roi d'Espagne 1683-1746                  | Philippe V d'Espagne Roi d'Espagne 1683-1746                  | Philippe V d'Espagne Roi d'Espagne 1683-1746                  | Philippe V d'Espagne Roi d'Espagne 1683-1746                  | Philippe V d'Espagne Roi d'Espagne 1683-1746                  |                                                                      |                                                                      |                                                                      |                                                                      |                                                                      |                                                                      | Élisabeth Farnèse Princesse de Parme 1692-1766               | Élisabeth Farnèse Princesse de Parme 1692-1766               | Élisabeth Farnèse Princesse de Parme 1692-1766               | Élisabeth Farnèse Princesse de Parme 1692-1766               | Élisabeth Farnèse Princesse de Parme 1692-1766               | Élisabeth Farnèse Princesse de Parme 1692-1766               |  |  |  |  |  |  |  |  |  |  |  |  |  |  |
|                                                                       |                                                                       |                                                                       |                                                                       |                                                                       |                                                                       |                                                  |                                                  |                                                  |                                                  |                                                  |                                                  |                                                  |                                                  |                                                  |                                                  |                                                  |                                                  |                                                                   |                                                                   |                                                                   |                                                                   |                                                                   |                                                                   |  |  |                                                               |                                                               |                                                               |                                                               |                                                               |                                                               |                                                               |                                                               |                                                               |                                                               |                                                               |                                                               |                                                                      |                                                                      |                                                                      |                                                                      |                                                                      |                                                                      |                                                              |                                                              |                                                              |                                                              |                                                              |                                                              |  |  |  |  |  |  |  |  |  |  |  |  |  |  |
|                                                                       |                                                                       |                                                                       |                                                                       |                                                                       |                                                                       | Louis Philippe d'Orléans Duc d'Orléans 1725-1785 | Louis Philippe d'Orléans Duc d'Orléans 1725-1785 | Louis Philippe d'Orléans Duc d'Orléans 1725-1785 | Louis Philippe d'Orléans Duc d'Orléans 1725-1785 | Louis Philippe d'Orléans Duc d'Orléans 1725-1785 | Louis Philippe d'Orléans Duc d'Orléans 1725-1785 |                                                  |                                                  |                                                  |                                                  |                                                  |                                                  | Louise-Henriette de Bourbon-Conti Mademoiselle de Conti 1726-1759 | Louise-Henriette de Bourbon-Conti Mademoiselle de Conti 1726-1759 | Louise-Henriette de Bourbon-Conti Mademoiselle de Conti 1726-1759 | Louise-Henriette de Bourbon-Conti Mademoiselle de Conti 1726-1759 | Louise-Henriette de Bourbon-Conti Mademoiselle de Conti 1726-1759 | Louise-Henriette de Bourbon-Conti Mademoiselle de Conti 1726-1759 |  |  | Marie-Amélie de Saxe Princesse de Pologne 1724-1760           | Marie-Amélie de Saxe Princesse de Pologne 1724-1760           | Marie-Amélie de Saxe Princesse de Pologne 1724-1760           | Marie-Amélie de Saxe Princesse de Pologne 1724-1760           | Marie-Amélie de Saxe Princesse de Pologne 1724-1760           | Marie-Amélie de Saxe Princesse de Pologne 1724-1760           |                                                               |                                                               |                                                               |                                                               |                                                               |                                                               | Charles III d'Espagne Roi d'Espagne 1716-1788                        | Charles III d'Espagne Roi d'Espagne 1716-1788                        | Charles III d'Espagne Roi d'Espagne 1716-1788                        | Charles III d'Espagne Roi d'Espagne 1716-1788                        | Charles III d'Espagne Roi d'Espagne 1716-1788                        | Charles III d'Espagne Roi d'Espagne 1716-1788                        |                                                              |                                                              |                                                              |                                                              |                                                              |                                                              |  |  |  |  |  |  |  |  |  |  |  |  |  |  |
|                                                                       |                                                                       |                                                                       |                                                                       |                                                                       |                                                                       | Louis Philippe d'Orléans Duc d'Orléans 1725-1785 | Louis Philippe d'Orléans Duc d'Orléans 1725-1785 | Louis Philippe d'Orléans Duc d'Orléans 1725-1785 | Louis Philippe d'Orléans Duc d'Orléans 1725-1785 | Louis Philippe d'Orléans Duc d'Orléans 1725-1785 | Louis Philippe d'Orléans Duc d'Orléans 1725-1785 |                                                  |                                                  |                                                  |                                                  |                                                  |                                                  | Louise-Henriette de Bourbon-Conti Mademoiselle de Conti 1726-1759 | Louise-Henriette de Bourbon-Conti Mademoiselle de Conti 1726-1759 | Louise-Henriette de Bourbon-Conti Mademoiselle de Conti 1726-1759 | Louise-Henriette de Bourbon-Conti Mademoiselle de Conti 1726-1759 | Louise-Henriette de Bourbon-Conti Mademoiselle de Conti 1726-1759 | Louise-Henriette de Bourbon-Conti Mademoiselle de Conti 1726-1759 |  |  | Marie-Amélie de Saxe Princesse de Pologne 1724-1760           | Marie-Amélie de Saxe Princesse de Pologne 1724-1760           | Marie-Amélie de Saxe Princesse de Pologne 1724-1760           | Marie-Amélie de Saxe Princesse de Pologne 1724-1760           | Marie-Amélie de Saxe Princesse de Pologne 1724-1760           | Marie-Amélie de Saxe Princesse de Pologne 1724-1760           |                                                               |                                                               |                                                               |                                                               |                                                               |                                                               | Charles III d'Espagne Roi d'Espagne 1716-1788                        | Charles III d'Espagne Roi d'Espagne 1716-1788                        | Charles III d'Espagne Roi d'Espagne 1716-1788                        | Charles III d'Espagne Roi d'Espagne 1716-1788                        | Charles III d'Espagne Roi d'Espagne 1716-1788                        | Charles III d'Espagne Roi d'Espagne 1716-1788                        |                                                              |                                                              |                                                              |                                                              |                                                              |                                                              |  |  |  |  |  |  |  |  |  |  |  |  |  |  |
|                                                                       |                                                                       |                                                                       |                                                                       |                                                                       |                                                                       |                                                  |                                                  |                                                  |                                                  |                                                  |                                                  |                                                  |                                                  |                                                  |                                                  |                                                  |                                                  |                                                                   |                                                                   |                                                                   |                                                                   |                                                                   |                                                                   |  |  |                                                               |                                                               |                                                               |                                                               |                                                               |                                                               |                                                               |                                                               |                                                               |                                                               |                                                               |                                                               |                                                                      |                                                                      |                                                                      |                                                                      |                                                                      |                                                                      |                                                              |                                                              |                                                              |                                                              |                                                              |                                                              |  |  |  |  |  |  |  |  |  |  |  |  |  |  |
| Louise Marie Adélaïde de Bourbon Mademoiselle de Penthièvre 1753-1821 | Louise Marie Adélaïde de Bourbon Mademoiselle de Penthièvre 1753-1821 | Louise Marie Adélaïde de Bourbon Mademoiselle de Penthièvre 1753-1821 | Louise Marie Adélaïde de Bourbon Mademoiselle de Penthièvre 1753-1821 | Louise Marie Adélaïde de Bourbon Mademoiselle de Penthièvre 1753-1821 | Louise Marie Adélaïde de Bourbon Mademoiselle de Penthièvre 1753-1821 |                                                  |                                                  |                                                  |                                                  |                                                  |                                                  | Louis-Philippe d'Orléans Duc d'Orléans 1747-1793 | Louis-Philippe d'Orléans Duc d'Orléans 1747-1793 | Louis-Philippe d'Orléans Duc d'Orléans 1747-1793 | Louis-Philippe d'Orléans Duc d'Orléans 1747-1793 | Louis-Philippe d'Orléans Duc d'Orléans 1747-1793 | Louis-Philippe d'Orléans Duc d'Orléans 1747-1793 |                                                                   |                                                                   |                                                                   |                                                                   |                                                                   |                                                                   |  |  |                                                               |                                                               |                                                               |                                                               |                                                               |                                                               | Ferdinand Ier des Deux-Siciles Roi des Deux-Siciles 1751-1825 | Ferdinand Ier des Deux-Siciles Roi des Deux-Siciles 1751-1825 | Ferdinand Ier des Deux-Siciles Roi des Deux-Siciles 1751-1825 | Ferdinand Ier des Deux-Siciles Roi des Deux-Siciles 1751-1825 | Ferdinand Ier des Deux-Siciles Roi des Deux-Siciles 1751-1825 | Ferdinand Ier des Deux-Siciles Roi des Deux-Siciles 1751-1825 |                                                                      |                                                                      |                                                                      |                                                                      |                                                                      |                                                                      | Marie-Caroline d'Autriche Archiduchesse d'Autriche 1752-1814 | Marie-Caroline d'Autriche Archiduchesse d'Autriche 1752-1814 | Marie-Caroline d'Autriche Archiduchesse d'Autriche 1752-1814 | Marie-Caroline d'Autriche Archiduchesse d'Autriche 1752-1814 | Marie-Caroline d'Autriche Archiduchesse d'Autriche 1752-1814 | Marie-Caroline d'Autriche Archiduchesse d'Autriche 1752-1814 |  |  |  |  |  |  |  |  |  |  |  |  |  |  |
| Louise Marie Adélaïde de Bourbon Mademoiselle de Penthièvre 1753-1821 | Louise Marie Adélaïde de Bourbon Mademoiselle de Penthièvre 1753-1821 | Louise Marie Adélaïde de Bourbon Mademoiselle de Penthièvre 1753-1821 | Louise Marie Adélaïde de Bourbon Mademoiselle de Penthièvre 1753-1821 | Louise Marie Adélaïde de Bourbon Mademoiselle de Penthièvre 1753-1821 | Louise Marie Adélaïde de Bourbon Mademoiselle de Penthièvre 1753-1821 |                                                  |                                                  |                                                  |                                                  |                                                  |                                                  | Louis-Philippe d'Orléans Duc d'Orléans 1747-1793 | Louis-Philippe d'Orléans Duc d'Orléans 1747-1793 | Louis-Philippe d'Orléans Duc d'Orléans 1747-1793 | Louis-Philippe d'Orléans Duc d'Orléans 1747-1793 | Louis-Philippe d'Orléans Duc d'Orléans 1747-1793 | Louis-Philippe d'Orléans Duc d'Orléans 1747-1793 |                                                                   |                                                                   |                                                                   |                                                                   |                                                                   |                                                                   |  |  |                                                               |                                                               |                                                               |                                                               |                                                               |                                                               | Ferdinand Ier des Deux-Siciles Roi des Deux-Siciles 1751-1825 | Ferdinand Ier des Deux-Siciles Roi des Deux-Siciles 1751-1825 | Ferdinand Ier des Deux-Siciles Roi des Deux-Siciles 1751-1825 | Ferdinand Ier des Deux-Siciles Roi des Deux-Siciles 1751-1825 | Ferdinand Ier des Deux-Siciles Roi des Deux-Siciles 1751-1825 | Ferdinand Ier des Deux-Siciles Roi des Deux-Siciles 1751-1825 |                                                                      |                                                                      |                                                                      |                                                                      |                                                                      |                                                                      | Marie-Caroline d'Autriche Archiduchesse d'Autriche 1752-1814 | Marie-Caroline d'Autriche Archiduchesse d'Autriche 1752-1814 | Marie-Caroline d'Autriche Archiduchesse d'Autriche 1752-1814 | Marie-Caroline d'Autriche Archiduchesse d'Autriche 1752-1814 | Marie-Caroline d'Autriche Archiduchesse d'Autriche 1752-1814 | Marie-Caroline d'Autriche Archiduchesse d'Autriche 1752-1814 |  |  |  |  |  |  |  |  |  |  |  |  |  |  |
|                                                                       |                                                                       |                                                                       |                                                                       |                                                                       |                                                                       |                                                  |                                                  |                                                  |                                                  |                                                  |                                                  |                                                  |                                                  |                                                  |                                                  |                                                  |                                                  |                                                                   |                                                                   |                                                                   |                                                                   |                                                                   |                                                                   |  |  |                                                               |                                                               |                                                               |                                                               |                                                               |                                                               |                                                               |                                                               |                                                               |                                                               |                                                               |                                                               |                                                                      |                                                                      |                                                                      |                                                                      |                                                                      |                                                                      |                                                              |                                                              |                                                              |                                                              |                                                              |                                                              |  |  |  |  |  |  |  |  |  |  |  |  |  |  |
|                                                                       |                                                                       |                                                                       |                                                                       |                                                                       |                                                                       | Louis-Philippe Ier Roi des Français 1773-1850    | Louis-Philippe Ier Roi des Français 1773-1850    | Louis-Philippe Ier Roi des Français 1773-1850    | Louis-Philippe Ier Roi des Français 1773-1850    | Louis-Philippe Ier Roi des Français 1773-1850    | Louis-Philippe Ier Roi des Français 1773-1850    |                                                  |                                                  |                                                  |                                                  |                                                  |                                                  |                                                                   |                                                                   |                                                                   |                                                                   |                                                                   |                                                                   |  |  |                                                               |                                                               |                                                               |                                                               |                                                               |                                                               |                                                               |                                                               |                                                               |                                                               |                                                               |                                                               | Marie-Amélie de Bourbon-Siciles Princesse des Deux-Siciles 1782-1866 | Marie-Amélie de Bourbon-Siciles Princesse des Deux-Siciles 1782-1866 | Marie-Amélie de Bourbon-Siciles Princesse des Deux-Siciles 1782-1866 | Marie-Amélie de Bourbon-Siciles Princesse des Deux-Siciles 1782-1866 | Marie-Amélie de Bourbon-Siciles Princesse des Deux-Siciles 1782-1866 | Marie-Amélie de Bourbon-Siciles Princesse des Deux-Siciles 1782-1866 |                                                              |                                                              |                                                              |                                                              |                                                              |                                                              |  |  |  |  |  |  |  |  |  |  |  |  |  |  |
|                                                                       |                                                                       |                                                                       |                                                                       |                                                                       |                                                                       | Louis-Philippe Ier Roi des Français 1773-1850    | Louis-Philippe Ier Roi des Français 1773-1850    | Louis-Philippe Ier Roi des Français 1773-1850    | Louis-Philippe Ier Roi des Français 1773-1850    | Louis-Philippe Ier Roi des Français 1773-1850    | Louis-Philippe Ier Roi des Français 1773-1850    |                                                  |                                                  |                                                  |                                                  |                                                  |                                                  |                                                                   |                                                                   |                                                                   |                                                                   |                                                                   |                                                                   |  |  |                                                               |                                                               |                                                               |                                                               |                                                               |                                                               |                                                               |                                                               |                                                               |                                                               |                                                               |                                                               | Marie-Amélie de Bourbon-Siciles Princesse des Deux-Siciles 1782-1866 | Marie-Amélie de Bourbon-Siciles Princesse des Deux-Siciles 1782-1866 | Marie-Amélie de Bourbon-Siciles Princesse des Deux-Siciles 1782-1866 | Marie-Amélie de Bourbon-Siciles Princesse des Deux-Siciles 1782-1866 | Marie-Amélie de Bourbon-Siciles Princesse des Deux-Siciles 1782-1866 | Marie-Amélie de Bourbon-Siciles Princesse des Deux-Siciles 1782-1866 |                                                              |                                                              |                                                              |                                                              |                                                              |                                                              |  |  |  |  |  |  |  |  |  |  |  |  |  |  |

## Descendance par les Orléans
Louis-Philippe et Marie-Amélie descendent également tous les deux de Monsieur, frère de Louis XIV de France, et de Madame, princesse Palatine du Rhin :
|                                                |                                                |                                                |                                                |                                                |                                                |                                                               |                                                               |                                                               |                                                               |                                                               |                                                               |                                                     |                                                     |                                                     |                                                     |                                                     |                                                     | Philippe de France, duc d'Orléans (1640-1701)         | Philippe de France, duc d'Orléans (1640-1701)         | Philippe de France, duc d'Orléans (1640-1701)         | Philippe de France, duc d'Orléans (1640-1701)         | Philippe de France, duc d'Orléans (1640-1701)         | Philippe de France, duc d'Orléans (1640-1701)         |  |  |                                                       |                                                       |                                                       |                                                       |                                                       |                                                       |                                                                     |                                                                     |                                                                     |                                                                     |                                                                     |                                                                     | Élisabeth-Charlotte de Bavière (1652-1722)           | Élisabeth-Charlotte de Bavière (1652-1722)           | Élisabeth-Charlotte de Bavière (1652-1722)           | Élisabeth-Charlotte de Bavière (1652-1722)           | Élisabeth-Charlotte de Bavière (1652-1722)           | Élisabeth-Charlotte de Bavière (1652-1722)           |                                                                                            |                                                                                            |                                                                                            |                                                                                            |                                                                                            |                                                                                            |                                                    |                                                    |                                                    |                                                    |                                                    |                                                    |  |  |
|                                                |                                                |                                                |                                                |                                                |                                                |                                                               |                                                               |                                                               |                                                               |                                                               |                                                               |                                                     |                                                     |                                                     |                                                     |                                                     |                                                     | Philippe de France, duc d'Orléans (1640-1701)         | Philippe de France, duc d'Orléans (1640-1701)         | Philippe de France, duc d'Orléans (1640-1701)         | Philippe de France, duc d'Orléans (1640-1701)         | Philippe de France, duc d'Orléans (1640-1701)         | Philippe de France, duc d'Orléans (1640-1701)         |  |  |                                                       |                                                       |                                                       |                                                       |                                                       |                                                       |                                                                     |                                                                     |                                                                     |                                                                     |                                                                     |                                                                     | Élisabeth-Charlotte de Bavière (1652-1722)           | Élisabeth-Charlotte de Bavière (1652-1722)           | Élisabeth-Charlotte de Bavière (1652-1722)           | Élisabeth-Charlotte de Bavière (1652-1722)           | Élisabeth-Charlotte de Bavière (1652-1722)           | Élisabeth-Charlotte de Bavière (1652-1722)           |                                                                                            |                                                                                            |                                                                                            |                                                                                            |                                                                                            |                                                                                            |                                                    |                                                    |                                                    |                                                    |                                                    |                                                    |  |  |
|                                                |                                                |                                                |                                                |                                                |                                                |                                                               |                                                               |                                                               |                                                               |                                                               |                                                               |                                                     |                                                     |                                                     |                                                     |                                                     |                                                     |                                                       |                                                       |                                                       |                                                       |                                                       |                                                       |  |  |                                                       |                                                       |                                                       |                                                       |                                                       |                                                       |                                                                     |                                                                     |                                                                     |                                                                     |                                                                     |                                                                     |                                                      |                                                      |                                                      |                                                      |                                                      |                                                      |                                                                                            |                                                                                            |                                                                                            |                                                                                            |                                                                                            |                                                                                            |                                                    |                                                    |                                                    |                                                    |                                                    |                                                    |  |  |
|                                                |                                                |                                                |                                                |                                                |                                                |                                                               |                                                               |                                                               |                                                               |                                                               |                                                               |                                                     |                                                     |                                                     |                                                     |                                                     |                                                     |                                                       |                                                       |                                                       |                                                       |                                                       |                                                       |  |  |                                                       |                                                       |                                                       |                                                       |                                                       |                                                       |                                                                     |                                                                     |                                                                     |                                                                     |                                                                     |                                                                     |                                                      |                                                      |                                                      |                                                      |                                                      |                                                      |                                                                                            |                                                                                            |                                                                                            |                                                                                            |                                                                                            |                                                                                            |                                                    |                                                    |                                                    |                                                    |                                                    |                                                    |  |  |
|                                                |                                                |                                                |                                                |                                                |                                                | Françoise-Marie de Bourbon, Mademoiselle de Blois (1677-1749) | Françoise-Marie de Bourbon, Mademoiselle de Blois (1677-1749) | Françoise-Marie de Bourbon, Mademoiselle de Blois (1677-1749) | Françoise-Marie de Bourbon, Mademoiselle de Blois (1677-1749) | Françoise-Marie de Bourbon, Mademoiselle de Blois (1677-1749) | Françoise-Marie de Bourbon, Mademoiselle de Blois (1677-1749) |                                                     |                                                     |                                                     |                                                     |                                                     |                                                     | Philippe, duc d'Orléans, régent de France (1674-1723) | Philippe, duc d'Orléans, régent de France (1674-1723) | Philippe, duc d'Orléans, régent de France (1674-1723) | Philippe, duc d'Orléans, régent de France (1674-1723) | Philippe, duc d'Orléans, régent de France (1674-1723) | Philippe, duc d'Orléans, régent de France (1674-1723) |  |  |                                                       |                                                       |                                                       |                                                       |                                                       |                                                       |                                                                     |                                                                     |                                                                     |                                                                     |                                                                     |                                                                     | Élisabeth-Charlotte d'Orléans (1676-1744)            | Élisabeth-Charlotte d'Orléans (1676-1744)            | Élisabeth-Charlotte d'Orléans (1676-1744)            | Élisabeth-Charlotte d'Orléans (1676-1744)            | Élisabeth-Charlotte d'Orléans (1676-1744)            | Élisabeth-Charlotte d'Orléans (1676-1744)            |                                                                                            |                                                                                            |                                                                                            |                                                                                            |                                                                                            |                                                                                            | Léopold Ier, Duc de Lorraine et de Bar (1679-1729) | Léopold Ier, Duc de Lorraine et de Bar (1679-1729) | Léopold Ier, Duc de Lorraine et de Bar (1679-1729) | Léopold Ier, Duc de Lorraine et de Bar (1679-1729) | Léopold Ier, Duc de Lorraine et de Bar (1679-1729) | Léopold Ier, Duc de Lorraine et de Bar (1679-1729) |  |  |
|                                                |                                                |                                                |                                                |                                                |                                                | Françoise-Marie de Bourbon, Mademoiselle de Blois (1677-1749) | Françoise-Marie de Bourbon, Mademoiselle de Blois (1677-1749) | Françoise-Marie de Bourbon, Mademoiselle de Blois (1677-1749) | Françoise-Marie de Bourbon, Mademoiselle de Blois (1677-1749) | Françoise-Marie de Bourbon, Mademoiselle de Blois (1677-1749) | Françoise-Marie de Bourbon, Mademoiselle de Blois (1677-1749) |                                                     |                                                     |                                                     |                                                     |                                                     |                                                     | Philippe, duc d'Orléans, régent de France (1674-1723) | Philippe, duc d'Orléans, régent de France (1674-1723) | Philippe, duc d'Orléans, régent de France (1674-1723) | Philippe, duc d'Orléans, régent de France (1674-1723) | Philippe, duc d'Orléans, régent de France (1674-1723) | Philippe, duc d'Orléans, régent de France (1674-1723) |  |  |                                                       |                                                       |                                                       |                                                       |                                                       |                                                       |                                                                     |                                                                     |                                                                     |                                                                     |                                                                     |                                                                     | Élisabeth-Charlotte d'Orléans (1676-1744)            | Élisabeth-Charlotte d'Orléans (1676-1744)            | Élisabeth-Charlotte d'Orléans (1676-1744)            | Élisabeth-Charlotte d'Orléans (1676-1744)            | Élisabeth-Charlotte d'Orléans (1676-1744)            | Élisabeth-Charlotte d'Orléans (1676-1744)            |                                                                                            |                                                                                            |                                                                                            |                                                                                            |                                                                                            |                                                                                            | Léopold Ier, Duc de Lorraine et de Bar (1679-1729) | Léopold Ier, Duc de Lorraine et de Bar (1679-1729) | Léopold Ier, Duc de Lorraine et de Bar (1679-1729) | Léopold Ier, Duc de Lorraine et de Bar (1679-1729) | Léopold Ier, Duc de Lorraine et de Bar (1679-1729) | Léopold Ier, Duc de Lorraine et de Bar (1679-1729) |  |  |
|                                                |                                                |                                                |                                                |                                                |                                                |                                                               |                                                               |                                                               |                                                               |                                                               |                                                               |                                                     |                                                     |                                                     |                                                     |                                                     |                                                     |                                                       |                                                       |                                                       |                                                       |                                                       |                                                       |  |  |                                                       |                                                       |                                                       |                                                       |                                                       |                                                       |                                                                     |                                                                     |                                                                     |                                                                     |                                                                     |                                                                     |                                                      |                                                      |                                                      |                                                      |                                                      |                                                      |                                                                                            |                                                                                            |                                                                                            |                                                                                            |                                                                                            |                                                                                            |                                                    |                                                    |                                                    |                                                    |                                                    |                                                    |  |  |
| Auguste-Marie de Bade-Bade (1704-1726)         | Auguste-Marie de Bade-Bade (1704-1726)         | Auguste-Marie de Bade-Bade (1704-1726)         | Auguste-Marie de Bade-Bade (1704-1726)         | Auguste-Marie de Bade-Bade (1704-1726)         | Auguste-Marie de Bade-Bade (1704-1726)         |                                                               |                                                               |                                                               |                                                               |                                                               |                                                               | Louis, duc d'Orléans (1703-1752)                    | Louis, duc d'Orléans (1703-1752)                    | Louis, duc d'Orléans (1703-1752)                    | Louis, duc d'Orléans (1703-1752)                    | Louis, duc d'Orléans (1703-1752)                    | Louis, duc d'Orléans (1703-1752)                    |                                                       |                                                       |                                                       |                                                       |                                                       |                                                       |  |  |                                                       |                                                       |                                                       |                                                       |                                                       |                                                       | Marie-Thérèse d'Autriche, Reine de Bohême et de Hongrie (1717-1780) | Marie-Thérèse d'Autriche, Reine de Bohême et de Hongrie (1717-1780) | Marie-Thérèse d'Autriche, Reine de Bohême et de Hongrie (1717-1780) | Marie-Thérèse d'Autriche, Reine de Bohême et de Hongrie (1717-1780) | Marie-Thérèse d'Autriche, Reine de Bohême et de Hongrie (1717-1780) | Marie-Thérèse d'Autriche, Reine de Bohême et de Hongrie (1717-1780) |                                                      |                                                      |                                                      |                                                      |                                                      |                                                      | François-Étienne de Lorraine, Grand-duc de Toscane, Empereur Romain Germanique (1708-1765) | François-Étienne de Lorraine, Grand-duc de Toscane, Empereur Romain Germanique (1708-1765) | François-Étienne de Lorraine, Grand-duc de Toscane, Empereur Romain Germanique (1708-1765) | François-Étienne de Lorraine, Grand-duc de Toscane, Empereur Romain Germanique (1708-1765) | François-Étienne de Lorraine, Grand-duc de Toscane, Empereur Romain Germanique (1708-1765) | François-Étienne de Lorraine, Grand-duc de Toscane, Empereur Romain Germanique (1708-1765) |                                                    |                                                    |                                                    |                                                    |                                                    |                                                    |  |  |
| Auguste-Marie de Bade-Bade (1704-1726)         | Auguste-Marie de Bade-Bade (1704-1726)         | Auguste-Marie de Bade-Bade (1704-1726)         | Auguste-Marie de Bade-Bade (1704-1726)         | Auguste-Marie de Bade-Bade (1704-1726)         | Auguste-Marie de Bade-Bade (1704-1726)         |                                                               |                                                               |                                                               |                                                               |                                                               |                                                               | Louis, duc d'Orléans (1703-1752)                    | Louis, duc d'Orléans (1703-1752)                    | Louis, duc d'Orléans (1703-1752)                    | Louis, duc d'Orléans (1703-1752)                    | Louis, duc d'Orléans (1703-1752)                    | Louis, duc d'Orléans (1703-1752)                    |                                                       |                                                       |                                                       |                                                       |                                                       |                                                       |  |  |                                                       |                                                       |                                                       |                                                       |                                                       |                                                       | Marie-Thérèse d'Autriche, Reine de Bohême et de Hongrie (1717-1780) | Marie-Thérèse d'Autriche, Reine de Bohême et de Hongrie (1717-1780) | Marie-Thérèse d'Autriche, Reine de Bohême et de Hongrie (1717-1780) | Marie-Thérèse d'Autriche, Reine de Bohême et de Hongrie (1717-1780) | Marie-Thérèse d'Autriche, Reine de Bohême et de Hongrie (1717-1780) | Marie-Thérèse d'Autriche, Reine de Bohême et de Hongrie (1717-1780) |                                                      |                                                      |                                                      |                                                      |                                                      |                                                      | François-Étienne de Lorraine, Grand-duc de Toscane, Empereur Romain Germanique (1708-1765) | François-Étienne de Lorraine, Grand-duc de Toscane, Empereur Romain Germanique (1708-1765) | François-Étienne de Lorraine, Grand-duc de Toscane, Empereur Romain Germanique (1708-1765) | François-Étienne de Lorraine, Grand-duc de Toscane, Empereur Romain Germanique (1708-1765) | François-Étienne de Lorraine, Grand-duc de Toscane, Empereur Romain Germanique (1708-1765) | François-Étienne de Lorraine, Grand-duc de Toscane, Empereur Romain Germanique (1708-1765) |                                                    |                                                    |                                                    |                                                    |                                                    |                                                    |  |  |
|                                                |                                                |                                                |                                                |                                                |                                                |                                                               |                                                               |                                                               |                                                               |                                                               |                                                               |                                                     |                                                     |                                                     |                                                     |                                                     |                                                     |                                                       |                                                       |                                                       |                                                       |                                                       |                                                       |  |  |                                                       |                                                       |                                                       |                                                       |                                                       |                                                       |                                                                     |                                                                     |                                                                     |                                                                     |                                                                     |                                                                     |                                                      |                                                      |                                                      |                                                      |                                                      |                                                      |                                                                                            |                                                                                            |                                                                                            |                                                                                            |                                                                                            |                                                                                            |                                                    |                                                    |                                                    |                                                    |                                                    |                                                    |  |  |
|                                                |                                                |                                                |                                                |                                                |                                                | Louis-Philippe d'Orléans, duc d'Orléans (1725-1785)           | Louis-Philippe d'Orléans, duc d'Orléans (1725-1785)           | Louis-Philippe d'Orléans, duc d'Orléans (1725-1785)           | Louis-Philippe d'Orléans, duc d'Orléans (1725-1785)           | Louis-Philippe d'Orléans, duc d'Orléans (1725-1785)           | Louis-Philippe d'Orléans, duc d'Orléans (1725-1785)           |                                                     |                                                     |                                                     |                                                     |                                                     |                                                     | Louise-Henriette de Bourbon-Conti (1726-1759)         | Louise-Henriette de Bourbon-Conti (1726-1759)         | Louise-Henriette de Bourbon-Conti (1726-1759)         | Louise-Henriette de Bourbon-Conti (1726-1759)         | Louise-Henriette de Bourbon-Conti (1726-1759)         | Louise-Henriette de Bourbon-Conti (1726-1759)         |  |  | Ferdinand Ier, Roi de Naples et de Sicile (1751-1825) | Ferdinand Ier, Roi de Naples et de Sicile (1751-1825) | Ferdinand Ier, Roi de Naples et de Sicile (1751-1825) | Ferdinand Ier, Roi de Naples et de Sicile (1751-1825) | Ferdinand Ier, Roi de Naples et de Sicile (1751-1825) | Ferdinand Ier, Roi de Naples et de Sicile (1751-1825) |                                                                     |                                                                     |                                                                     |                                                                     |                                                                     |                                                                     | Marie-Caroline, archiduchesse d'Autriche (1752-1814) | Marie-Caroline, archiduchesse d'Autriche (1752-1814) | Marie-Caroline, archiduchesse d'Autriche (1752-1814) | Marie-Caroline, archiduchesse d'Autriche (1752-1814) | Marie-Caroline, archiduchesse d'Autriche (1752-1814) | Marie-Caroline, archiduchesse d'Autriche (1752-1814) |                                                                                            |                                                                                            |                                                                                            |                                                                                            |                                                                                            |                                                                                            |                                                    |                                                    |                                                    |                                                    |                                                    |                                                    |  |  |
|                                                |                                                |                                                |                                                |                                                |                                                | Louis-Philippe d'Orléans, duc d'Orléans (1725-1785)           | Louis-Philippe d'Orléans, duc d'Orléans (1725-1785)           | Louis-Philippe d'Orléans, duc d'Orléans (1725-1785)           | Louis-Philippe d'Orléans, duc d'Orléans (1725-1785)           | Louis-Philippe d'Orléans, duc d'Orléans (1725-1785)           | Louis-Philippe d'Orléans, duc d'Orléans (1725-1785)           |                                                     |                                                     |                                                     |                                                     |                                                     |                                                     | Louise-Henriette de Bourbon-Conti (1726-1759)         | Louise-Henriette de Bourbon-Conti (1726-1759)         | Louise-Henriette de Bourbon-Conti (1726-1759)         | Louise-Henriette de Bourbon-Conti (1726-1759)         | Louise-Henriette de Bourbon-Conti (1726-1759)         | Louise-Henriette de Bourbon-Conti (1726-1759)         |  |  | Ferdinand Ier, Roi de Naples et de Sicile (1751-1825) | Ferdinand Ier, Roi de Naples et de Sicile (1751-1825) | Ferdinand Ier, Roi de Naples et de Sicile (1751-1825) | Ferdinand Ier, Roi de Naples et de Sicile (1751-1825) | Ferdinand Ier, Roi de Naples et de Sicile (1751-1825) | Ferdinand Ier, Roi de Naples et de Sicile (1751-1825) |                                                                     |                                                                     |                                                                     |                                                                     |                                                                     |                                                                     | Marie-Caroline, archiduchesse d'Autriche (1752-1814) | Marie-Caroline, archiduchesse d'Autriche (1752-1814) | Marie-Caroline, archiduchesse d'Autriche (1752-1814) | Marie-Caroline, archiduchesse d'Autriche (1752-1814) | Marie-Caroline, archiduchesse d'Autriche (1752-1814) | Marie-Caroline, archiduchesse d'Autriche (1752-1814) |                                                                                            |                                                                                            |                                                                                            |                                                                                            |                                                                                            |                                                                                            |                                                    |                                                    |                                                    |                                                    |                                                    |                                                    |  |  |
|                                                |                                                |                                                |                                                |                                                |                                                |                                                               |                                                               |                                                               |                                                               |                                                               |                                                               |                                                     |                                                     |                                                     |                                                     |                                                     |                                                     |                                                       |                                                       |                                                       |                                                       |                                                       |                                                       |  |  |                                                       |                                                       |                                                       |                                                       |                                                       |                                                       |                                                                     |                                                                     |                                                                     |                                                                     |                                                                     |                                                                     |                                                      |                                                      |                                                      |                                                      |                                                      |                                                      |                                                                                            |                                                                                            |                                                                                            |                                                                                            |                                                                                            |                                                                                            |                                                    |                                                    |                                                    |                                                    |                                                    |                                                    |  |  |
| Louise-Marie de Bourbon-Penthièvre (1753-1821) | Louise-Marie de Bourbon-Penthièvre (1753-1821) | Louise-Marie de Bourbon-Penthièvre (1753-1821) | Louise-Marie de Bourbon-Penthièvre (1753-1821) | Louise-Marie de Bourbon-Penthièvre (1753-1821) | Louise-Marie de Bourbon-Penthièvre (1753-1821) |                                                               |                                                               |                                                               |                                                               |                                                               |                                                               | Louis-Philippe d'Orléans, duc d'Orléans (1747-1793) | Louis-Philippe d'Orléans, duc d'Orléans (1747-1793) | Louis-Philippe d'Orléans, duc d'Orléans (1747-1793) | Louis-Philippe d'Orléans, duc d'Orléans (1747-1793) | Louis-Philippe d'Orléans, duc d'Orléans (1747-1793) | Louis-Philippe d'Orléans, duc d'Orléans (1747-1793) |                                                       |                                                       |                                                       |                                                       |                                                       |                                                       |  |  |                                                       |                                                       |                                                       |                                                       |                                                       |                                                       |                                                                     |                                                                     |                                                                     |                                                                     |                                                                     |                                                                     |                                                      |                                                      |                                                      |                                                      |                                                      |                                                      |                                                                                            |                                                                                            |                                                                                            |                                                                                            |                                                                                            |                                                                                            |                                                    |                                                    |                                                    |                                                    |                                                    |                                                    |  |  |
| Louise-Marie de Bourbon-Penthièvre (1753-1821) | Louise-Marie de Bourbon-Penthièvre (1753-1821) | Louise-Marie de Bourbon-Penthièvre (1753-1821) | Louise-Marie de Bourbon-Penthièvre (1753-1821) | Louise-Marie de Bourbon-Penthièvre (1753-1821) | Louise-Marie de Bourbon-Penthièvre (1753-1821) |                                                               |                                                               |                                                               |                                                               |                                                               |                                                               | Louis-Philippe d'Orléans, duc d'Orléans (1747-1793) | Louis-Philippe d'Orléans, duc d'Orléans (1747-1793) | Louis-Philippe d'Orléans, duc d'Orléans (1747-1793) | Louis-Philippe d'Orléans, duc d'Orléans (1747-1793) | Louis-Philippe d'Orléans, duc d'Orléans (1747-1793) | Louis-Philippe d'Orléans, duc d'Orléans (1747-1793) |                                                       |                                                       |                                                       |                                                       |                                                       |                                                       |  |  |                                                       |                                                       |                                                       |                                                       |                                                       |                                                       |                                                                     |                                                                     |                                                                     |                                                                     |                                                                     |                                                                     |                                                      |                                                      |                                                      |                                                      |                                                      |                                                      |                                                                                            |                                                                                            |                                                                                            |                                                                                            |                                                                                            |                                                                                            |                                                    |                                                    |                                                    |                                                    |                                                    |                                                    |  |  |
|                                                |                                                |                                                |                                                |                                                |                                                |                                                               |                                                               |                                                               |                                                               |                                                               |                                                               |                                                     |                                                     |                                                     |                                                     |                                                     |                                                     |                                                       |                                                       |                                                       |                                                       |                                                       |                                                       |  |  |                                                       |                                                       |                                                       |                                                       |                                                       |                                                       |                                                                     |                                                                     |                                                                     |                                                                     |                                                                     |                                                                     |                                                      |                                                      |                                                      |                                                      |                                                      |                                                      |                                                                                            |                                                                                            |                                                                                            |                                                                                            |                                                                                            |                                                                                            |                                                    |                                                    |                                                    |                                                    |                                                    |                                                    |  |  |
|                                                |                                                |                                                |                                                |                                                |                                                | Louis-Philippe Ier, Roi des Français (1773-1850)              | Louis-Philippe Ier, Roi des Français (1773-1850)              | Louis-Philippe Ier, Roi des Français (1773-1850)              | Louis-Philippe Ier, Roi des Français (1773-1850)              | Louis-Philippe Ier, Roi des Français (1773-1850)              | Louis-Philippe Ier, Roi des Français (1773-1850)              |                                                     |                                                     |                                                     |                                                     |                                                     |                                                     |                                                       |                                                       |                                                       |                                                       |                                                       |                                                       |  |  |                                                       |                                                       |                                                       |                                                       |                                                       |                                                       | Marie-Amélie de Bourbon, princesse de Sicile (1782-1866)            | Marie-Amélie de Bourbon, princesse de Sicile (1782-1866)            | Marie-Amélie de Bourbon, princesse de Sicile (1782-1866)            | Marie-Amélie de Bourbon, princesse de Sicile (1782-1866)            | Marie-Amélie de Bourbon, princesse de Sicile (1782-1866)            | Marie-Amélie de Bourbon, princesse de Sicile (1782-1866)            |                                                      |                                                      |                                                      |                                                      |                                                      |                                                      |                                                                                            |                                                                                            |                                                                                            |                                                                                            |                                                                                            |                                                                                            |                                                    |                                                    |                                                    |                                                    |                                                    |                                                    |  |  |
|                                                |                                                |                                                |                                                |                                                |                                                | Louis-Philippe Ier, Roi des Français (1773-1850)              | Louis-Philippe Ier, Roi des Français (1773-1850)              | Louis-Philippe Ier, Roi des Français (1773-1850)              | Louis-Philippe Ier, Roi des Français (1773-1850)              | Louis-Philippe Ier, Roi des Français (1773-1850)              | Louis-Philippe Ier, Roi des Français (1773-1850)              |                                                     |                                                     |                                                     |                                                     |                                                     |                                                     |                                                       |                                                       |                                                       |                                                       |                                                       |                                                       |  |  |                                                       |                                                       |                                                       |                                                       |                                                       |                                                       | Marie-Amélie de Bourbon, princesse de Sicile (1782-1866)            | Marie-Amélie de Bourbon, princesse de Sicile (1782-1866)            | Marie-Amélie de Bourbon, princesse de Sicile (1782-1866)            | Marie-Amélie de Bourbon, princesse de Sicile (1782-1866)            | Marie-Amélie de Bourbon, princesse de Sicile (1782-1866)            | Marie-Amélie de Bourbon, princesse de Sicile (1782-1866)            |                                                      |                                                      |                                                      |                                                      |                                                      |                                                      |                                                                                            |                                                                                            |                                                                                            |                                                                                            |                                                                                            |                                                                                            |                                                    |                                                    |                                                    |                                                    |                                                    |                                                    |  |  |